# 巨匠造物主
巨匠造物主又译作德謬哥或黛米乌尔 、迪米烏哥斯（英語：demiurge，希腊语：δημιουργός），在柏拉图、新毕达哥拉斯、中古柏拉图主義、新柏拉图主义哲学中，指的是一个类似工匠的存在，它负责创造并维持了物质世界，在早期基督教的诺斯底教教义中，巨匠造物主亚大伯斯是次等神祇，他创造了有缺陷的物质世界，住着与圣善的至高上帝相对抗的邪恶势力。该概念最早出现在古希腊哲学家柏拉图的《蒂迈欧篇》。

## 蒂邁歐對造物主的描述
在柏拉圖的蒂迈欧篇記載到，適逢女神節日，蘇格拉底與眾好友包括克里底亞、蒂邁歐等聚首一堂。其中蘇格拉底於前一天聽到克里底亞從梭倫當中聽到一個故事，而克里底亞則考慮到蒂邁歐為列席中最高明的天文學家，因此邀請蒂邁歐率先發言。由於蘇格拉底前一天已講了很多，因此蘇格拉底於是次發言擔任聽眾。
蒂邁歐認為，造物主為善的，沒有任何一位善者會對事情產生妒忌，因此他創世的根源和宇宙的起源都為善的。